# خورخي تيكسيرا
خورخي تيكسيرا (27 أغسطس 1986 بلشبونة في البرتغال - ) هو لاعب كرة قدم برتغالي في مركز قلب الدفاع. لعب مع تشارلتون أثلتيك وستاندارد لييج ومكابي حيفا ونادي زيورخ ونادي سيينا ونادي فاتيما وأتلتيكو كاسا بيا وAEP Paphos FC ‏ وOdivelas F.C. ‏ وAtromitos Yeroskipou ‏.

## وصلات خارجية
- خورخي تيكسيرا على موقع قاعدة بيانات كرة القدم.إي يو (الإنجليزية)
- خورخي تيكسيرا على موقع Soccerbase.com (لاعب) (الإنجليزية)
- خورخي تيكسيرا على موقع Soccerway.com (الإنجليزية)
- خورخي تيكسيرا على موقع AS.com (الإسبانية)